# Бюргерс, Иоханнес Мартинус
Иоханнес (Ян) Мартинус Бюргерс (нидерл. Johannes Martinus Burgers, 13 января 1895, Арнем, Нидерланды — 7 июня 1981, Вашингтон, США) — нидерландский физик, известный открытием уравнения Бюргерса в гидродинамике, вектора Бюргерса в теории дислокаций и материала Бюргерса в теории вязкоупругости. Брат — известный физик Вилли Жерар Бюргерс.

## Биография
Родился в семье почтового чиновника. Его отец был учёным-любителем, читал публичные лекции по физике и собрал большую коллекцию научных инструментов, в частности, имел хороший микроскоп, который он получил от своей жены в качестве свадебного подарка.
Иоханнес изучал физику в университете Лейдена у Пауля Эренфеста, получил докторскую степень. Диссертация была посвящена модели атома Резерфорда-Бора, завершая работу Эренфеста о связи количественного правила Бора-Зоммерфельда и адиабатических инвариантов классической механики.
В 1918 году был назначен профессором Технического университета Делфта, где имел возможность преподавать и вести научные исследования. В 1939 году подготовил фундаментальный труд по теории дислокаций в кристаллических твёрдых телах.
Был одним из сооснователей Международного союза теоретической и прикладной механики (IUTAM) в 1946, являлся также его генеральным секретарём с 1946 по 1952 годы.
В 1955 году эмигрировал в США, где занимал должность профессора в университете штата Мэриленд до своей отставки в 1974 году.

## Награды
- Гиббсовская лекция (1959)
- Медаль ASME (1965)
- Премия Отто Лапорте (1974)